# Stenocoelium depressum
Stenocoelium depressum är en växtart i släktet Stenocoelium och familjen flockblommiga växter.
Arten är en perenn ört som förekommer i Kina (södra Qinghai, östra Tibet och nordvästra Sichuan). Den beskrevs först som Libanotis depressa av Ren Hwa Shan och Men Lan Sheh 1983, och fick sitt nu gällande namn av Michail Pimenov och Jevgenij Kljujkov 2017.